# Gochnatia vernonioides
Gochnatia vernonioides là một loài thực vật có hoa trong họ Cúc. Loài này được Kunth mô tả khoa học đầu tiên.